# سمیرا حاتمی‌راد
سمیرا حاتمی‌ راد (زاده ۱ آذر ۱۳۷۰ در نیشابور) ورزشکار پرتاب دیسک، پرتاب نیزه و پرتاب وزنه اهل ایران است. او که سابقه قهرمانی در رقابت‌های کشوری را دارد، از سال ۱۳۸۶ تا ۱۳۹۸ توانست به صورت پیاپی، مدال طلا قهرمانی باشگاه‌های کشور را از آن خود کند.
او در لیگ برتر دوومیدانی زنان ایران سابقه عضویت در تیم‌های خراسان رضوی، ثامن‌الحجج و مقاومت تهران را دارد. حاتمی‌راد در کارنامه خود مدال طلای بازی‌های جهانی ورزشی کارگران را در رشته‌های پرتاب نیزه را دارد و همچنین در رشته پرتاب وزنه هم توانسته در این رقابت‌ها مقام چهارم را از آن خود کند.

## افتخارات
- مدال طلا رشته پرتاب نیزه در بازی‌های جهانی ورزشی کارگران[۸][۹][۱۰][۱۱][۱۲]
- مقام چهارم رشته پرتاب وزنه در بازی‌های جهانی ورزشی کارگران